# Bufonia sintenisii
Bufonia sintenisii är en nejlikväxtart som beskrevs av Josef Franz Freyn. Bufonia sintenisii ingår i släktet Bufonia och familjen nejlikväxter. Inga underarter finns listade i Catalogue of Life.